# Neurotrichini
Neurotrichini — триба підродини Talpinae родини кротових. Він включає живий рід Neurotrichus з одним живим видом, Neurotrichus gibbsii. Сьогодні скам'янілості відомі лише в Новому Світі, але в Євразії.